# Ždaňa
Ždaňa es un municipio del distrito de Košice-okolie en la región de Košice, Eslovaquia, con una población estimada a final del año 2024 de 1350 habitantes.
Se encuentra ubicado en el centro de la región, en la cuenca hidrográfica del río Sajó (afluente derecho del Tisza) y cerca de la frontera con la región de Prešov y con Hungría.

## Demografía
| Año        | 1994 | 2004    | 2014    | 2024    |
| ---------- | ---- | ------- | ------- | ------- |
| Población  | 1341 | 1308    | 1389    | 1350    |
| Diferencia |      | −2,46 % | +6,19 % | −2,80 % |

| Año        | 2023 | 2024 |
| ---------- | ---- | ---- |
| Población  | 1350 | 1350 |
| Diferencia |      | +0 % |